# Alameda de Pontevedra
La alameda del arquitecto Sesmero, popularmente conocida como La Alameda por los pontevedreses, es un parque urbano situado en el centro de la ciudad española de Pontevedra. Es la mayor zona verde del centro de la capital pontevedresa, junto con el parque de las Palmeras. La Alameda está situada al oeste del casco antiguo, cerca del antiguo barrio de pescadores de A Moureira.

## Descripción
La alameda tiene una superficie oblonga u ovalada que discurre desde las inmediaciones de la casa consistorial en la plaza de España en dirección a San Roque (antiguo barrio de A Moureira). Filas de árboles la dividen longitudinalmente en varios paseos paralelos. Junto con la Gran Vía de Montero Ríos, tiene una superficie de 21 000 m2.

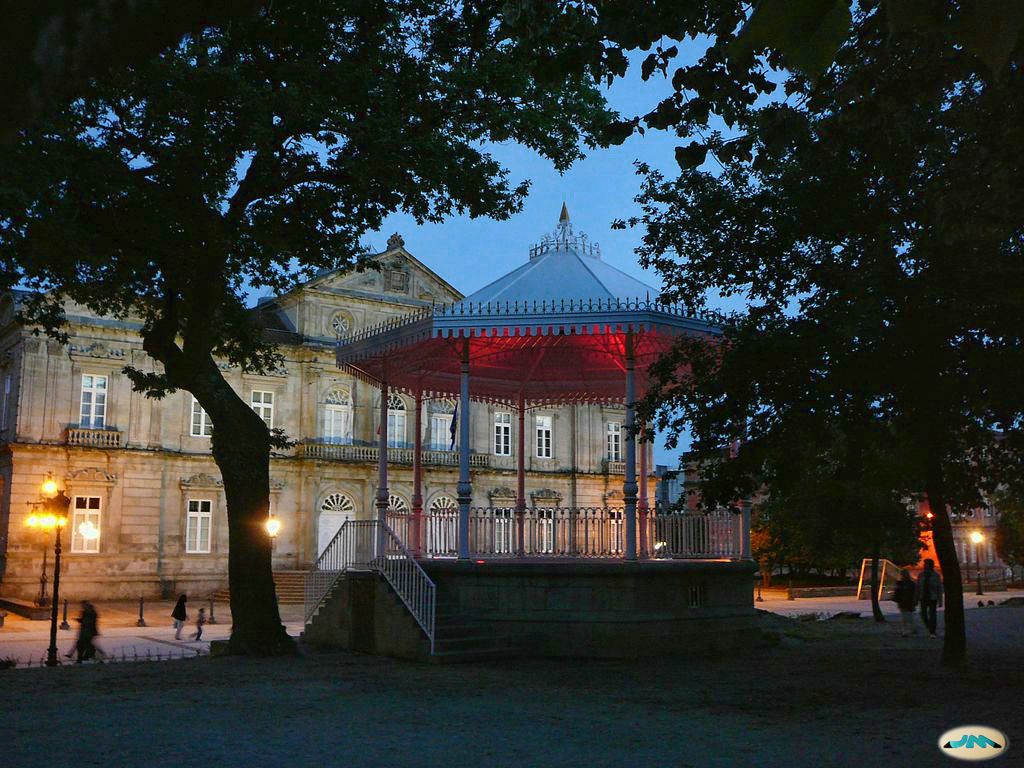
Quiosco de música

El lado oeste de la alameda está delimitado por un mirador que termina en una escalinata de piedra. La escalinata está flanqueada por dos columnas de seis metros de altura sobre las que se sitúan las efigies de dos leones de piedra con el escudo de la ciudad. En los muros circulares que delimitan esta parte oeste hay mosaicos de azulejos realizados por Carlos Sobrino Buhigas. En el lado de la alameda de la Gran Vía de Montero Ríos se encuentra el quiosco de música, de planta octogonal y estilo modernista.

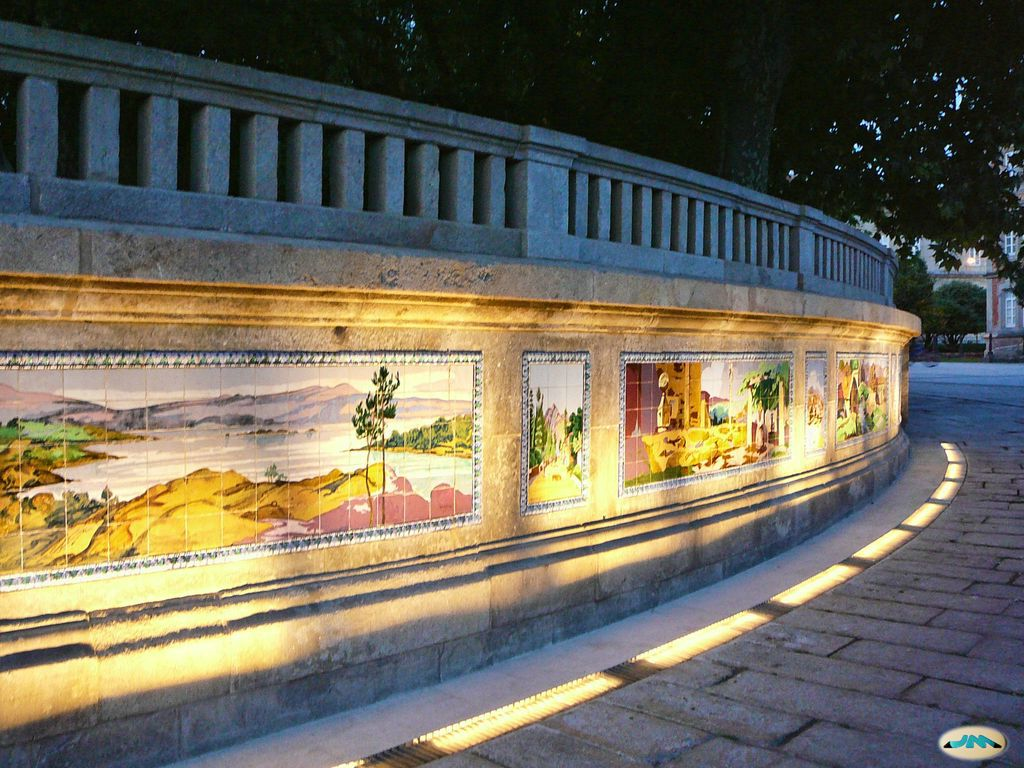
Azulejos de Carlos Sobrino

Carlos Sobrino creó veintitrés mosaicos para la alameda de Pontevedra con diferentes paisajes y escenas, tanto rurales como urbanas, pintados en 1927 y realizados en Sevilla. Estos mosaicos fueron completamente restaurados como parte de las obras de renovación que se llevaron a cabo en el entorno del parque en 2010. Las escenas ilustran costumbres y arquitectura tradicional: gentes con trajes típicos, los Hórreos de Combarro, la ermita de Nuestra Señora de La Lanzada o la plaza de la Leña del casco antiguo, entre otros.
La alameda está delimitada en su lado oriental por el monumento a los Héroes de Puente Sampayo, diseñado por Julio González Pola en 1911 con motivo del primer centenario de la batalla de Puente Sampayo contra los franceses.
La alameda se mantiene fiel a su diseño y trazado original del siglo XIX. Conserva el suelo de tierra con caminos delimitados por cinco hileras de árboles, principalmente chopos, álamos negros, plátanos, tilos, alisos, robles, y dos espinos comunes, bancos de piedra y un quiosco octogonal. La entrada este está presidida por una araucaria heterophylla, un árbol de unos 30 metros de altura, el mayor de la alameda. Está separada del bulevar pavimentado llamado Gran Vía de Montero Ríos por tramos de escaleras de piedra.

## Historia
La alameda de Pontevedra adoptó su configuración actual a finales del siglo XIX como parte de un ambicioso proyecto de extensión de la ciudad hacia terrenos situados fuera de las antiguas murallas de Pontevedra.
Antes del desarrollo de este espacio urbano como alameda, era conocido como Campo de la Verdad (lugar de ejecución de condenados) y Campo de las Ruedas, donde se fabricaban cuerdas y aparejos para la pesca. Tras la construcción del convento de Santo Domingo y debido a su influencia, pasó a ser conocido como el campo de Santo Domingo.

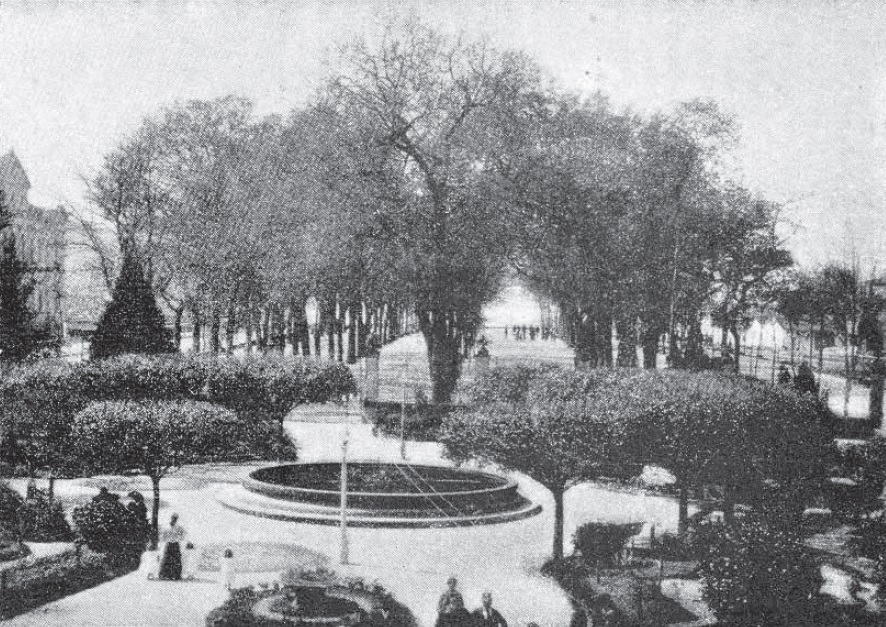
Alameda de Pontevedra en 1898

En 1648, los dominicos transformaron el huerto de su convento en un lugar de paseo. Dos siglos más tarde, en 1846, se construyó un muro de contención, se niveló el terreno, se plantaron árboles y se colocaron los primeros bancos de piedra. En 1847, parte de este campo correspondiente a la actual alameda se cerró con muros de piedra. La alameda contaba con cinco amplios senderos delimitados por árboles en línea recta y un espacioso paseo. Había 57 robles y 91 acacias y una magnífica vista sobre la ría de Pontevedra y el mar. Los vecinos más elegantes de la ciudad solían pasear por ella, sobre todo en las tardes de verano, para respirar la brisa marina.
Fue con la expansión urbanística de finales del siglo XIX, que hizo efectiva el arquitecto Alejandro Sesmero, cuando se completó el proceso de configuración de este emblemático espacio.
Sesmero diseñó un proyecto para la alameda de Pontevedra como parte del ensanche burgués de la ciudad y lo presentó oficialmente el 29 de abril de 1879. En sus primeros años, la alameda estaba dividida longitudinalmente en varios paseos paralelos que, dentro de una sociedad de clases, estaban reservados al uso de cada categoría social. El paseo más próximo a la actual Gran Vía de Montero Ríos estaba reservado a las niñeras y criadas, el contiguo a la clase media o artesanos y los dos restantes, junto al actual café El Cafetín, a las clases burguesas y nobles. En 1880 la Alameda fue uno de los lugares de la ciudad en los que tuvo lugar la Exposición Regional de Galicia.

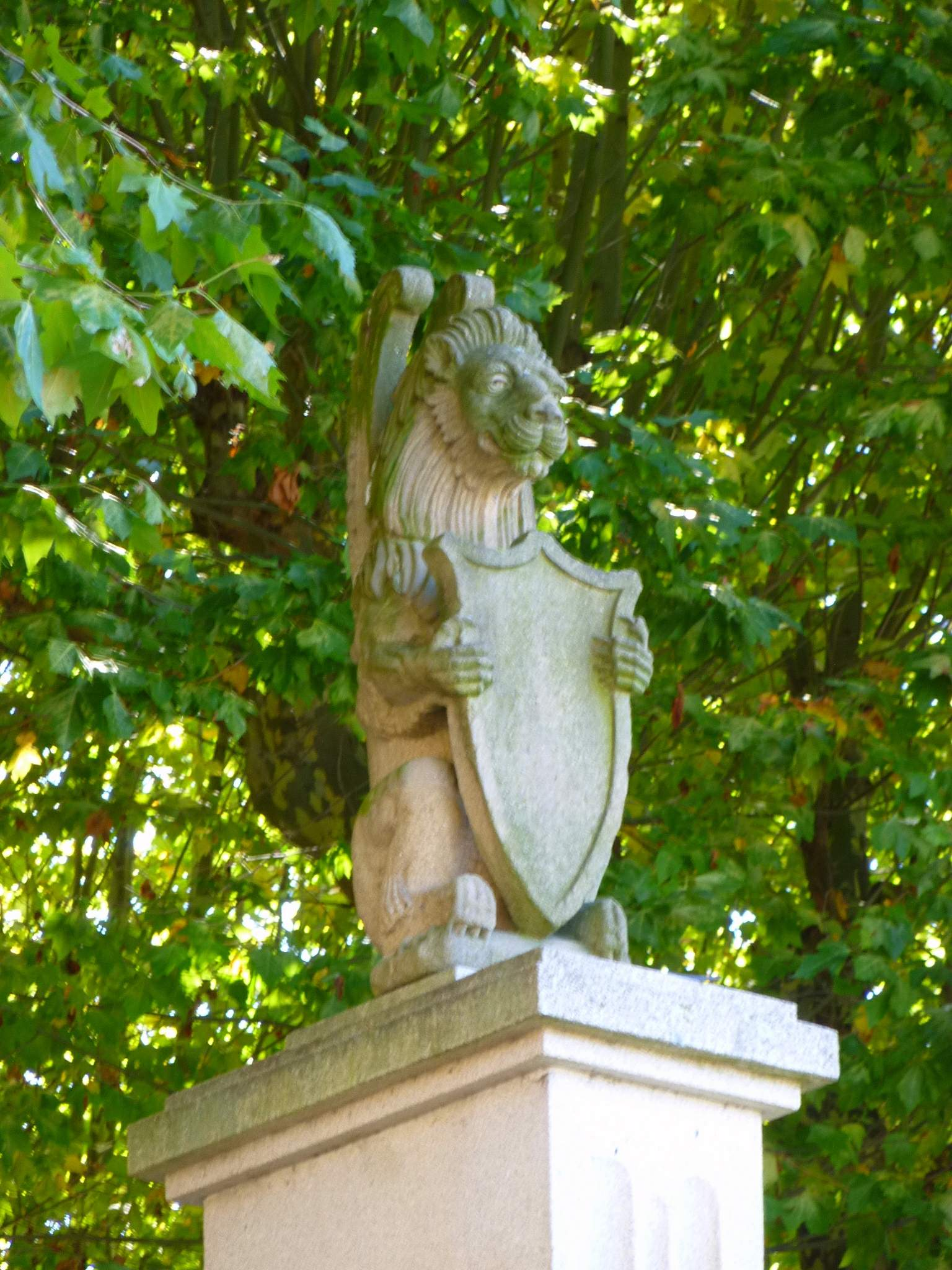
León de piedra en la entrada oeste de la alameda con el escudo de armas de la ciudad

En 1886 se encargó al arquitecto Alejandro Sesmero el diseño y presupuesto del quiosco de música, como parte de la urbanización de la alameda y la Gran Vía. A principios del siglo XX, en 1904, se inauguró el quiosco para acoger conciertos de músicos o artistas al crearse la banda municipal. El quiosco de música tiene una base de piedra y una cubierta de hierro y cristal y en 1907 se le dotó de luz eléctrica.
Posteriormente, en 1927, el Ayuntamiento de Pontevedra encargó al arquitecto municipal Emilio Salgado Urtiaga la redacción de un proyecto para embellecer la parte oeste de la alameda con una vista privilegiada del mar. Salgado realizó un proyecto claramente influenciado por el Art déco y en 1928 se inauguró una gran escalinata de piedra, adornada a los lados con dos grandes pilares de seis metros de altura, rematados con efigies de leones de piedra que sostienen el escudo de la ciudad. En los años 1950, estos pilares se redujeron considerablemente hasta la altura de la balaustrada. Los leones de piedra que los coronaban fueron sustituidos por copones en forma de macetas. En 2010, los pilares y los leones volvieron a su posición y diseño originales.
El actual El Cafetín, situado en el lado norte de la alameda, recuerda a un antiguo café de principios del siglo XX, que en realidad no era más que un pequeño quiosco que ofrecía bebidas y otros productos relacionados. En 1987 se reinauguró El Cafetín con su estética actual.

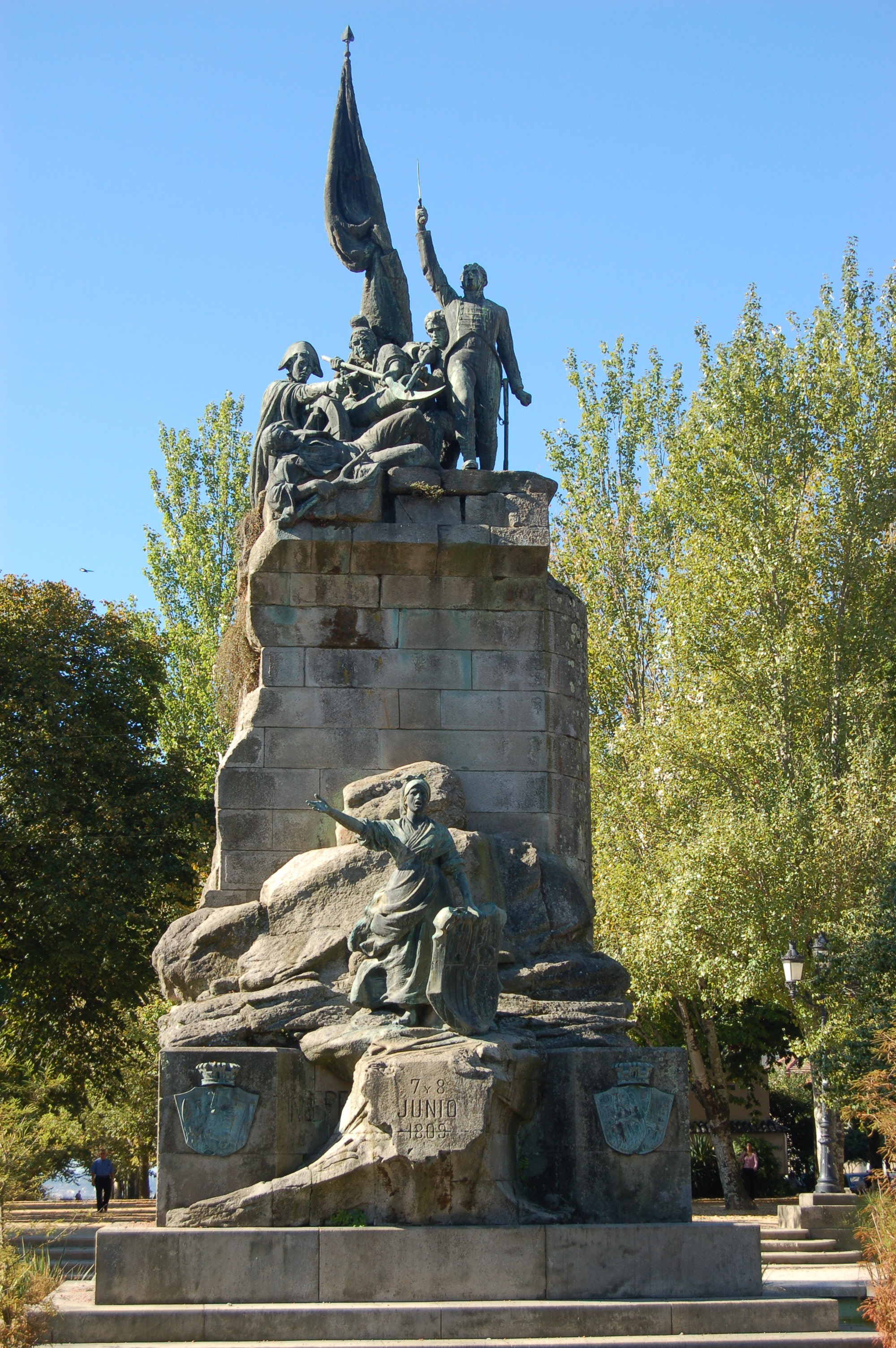
Monumento a los Héroes de Puente Sampayo en la plaza de España, contigua a la Alameda
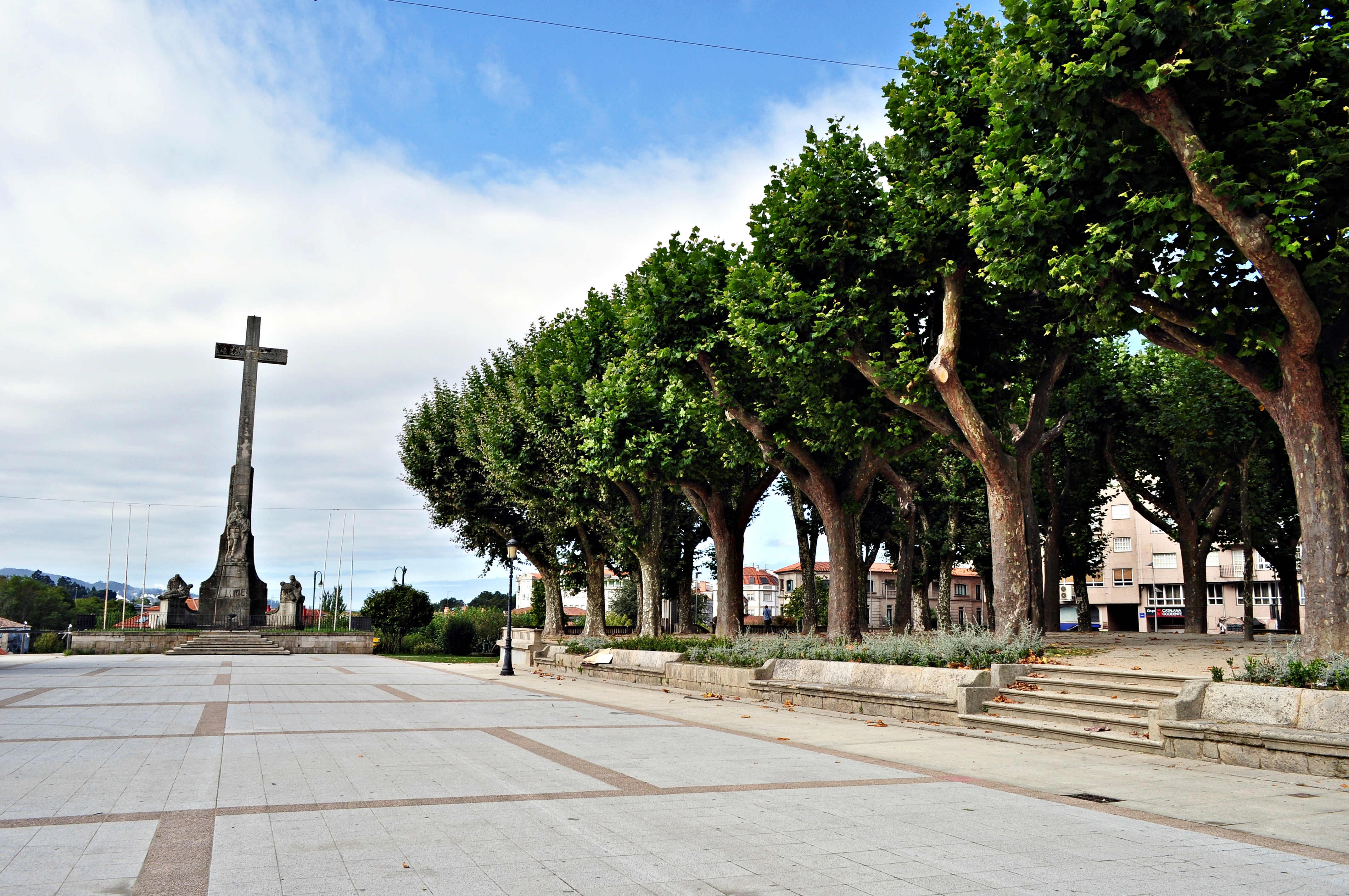
La alameda paralela a la Gran Vía de Montero Ríos
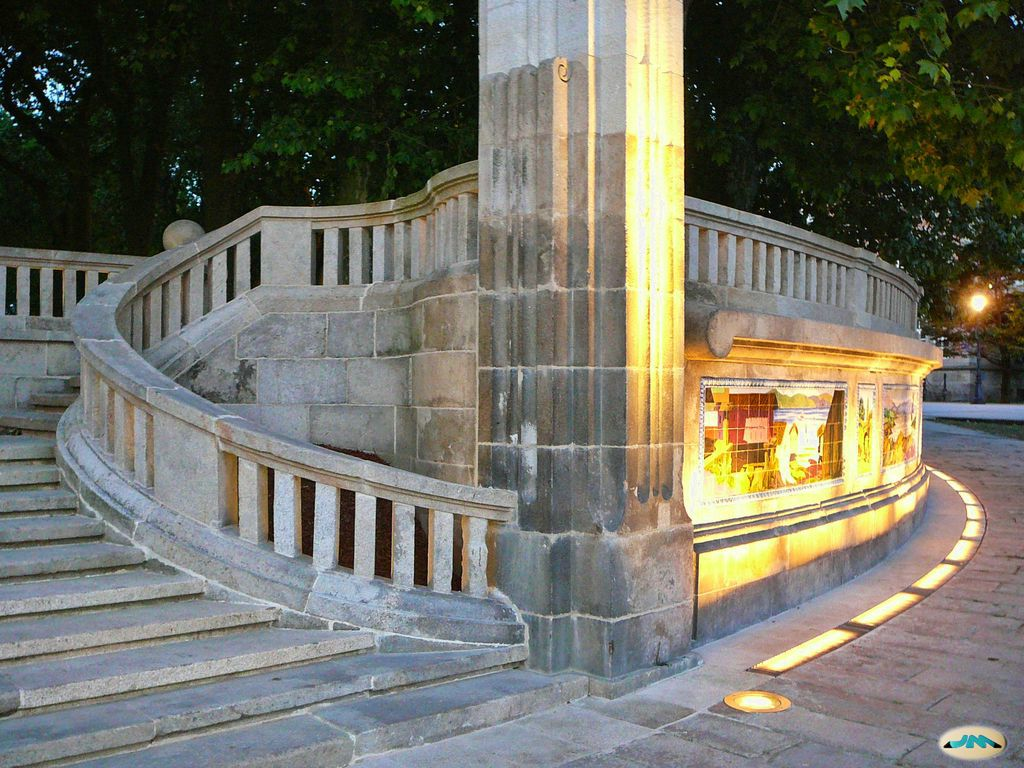
Escalinata en el acceso oeste
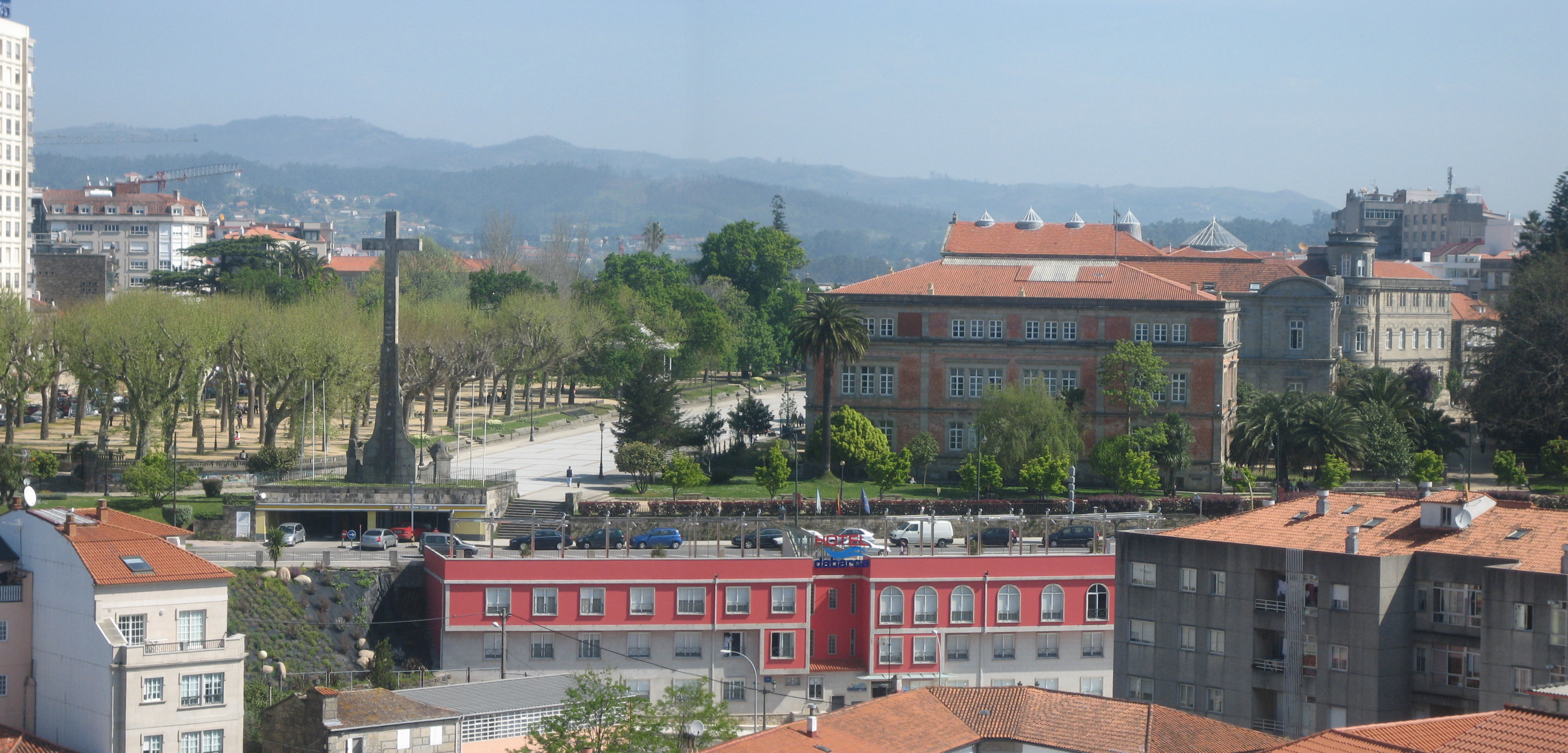
Vista aérea con la alameda en el lado oeste